# Relax (singel)
Relax – singel zespołu Frankie Goes to Hollywood z 1983 roku.

## Ogólne informacje
Był to debiutancki singel zespołu. Okazał się on jednym z najpopularniejszych utworów grupy i wielkim sukcesem komercyjnym, trafiając do czołówek list przebojów w kilkunastu krajach.
Piosence towarzyszył bardzo kontrowersyjny teledysk, którego akcja rozgrywa się w gejowskim klubie nocnym. Wideoklip ten został zakazany w MTV, co tylko przyczyniło się do zwiększenia popularności piosenki.
Również stacje radiowe niechętnie emitowały „Relax”, z powodu słów utworu, które opowiadają o szczegółach homoseksualnego stosunku dwóch mężczyzn.
W 1993 i 2000 roku singel został wydany ponownie, wraz z dodatkowymi remiksami.

## W filmie
Relax był wielokrotnie używany w ścieżkach dźwiękowych filmów. Do najbardziej znanych z nich należą:
- 1984 – Akademia Policyjna
- 1984 – Świadek mimo woli
- 1984 – Policjanci z Miami
- 1985 – EastEnders
- 1986 – Na sygnale
- 1996 – Simpsonowie
- 1998 – Słodycz zemsty
- 2001 – Gwiazda rocka
- 2001 – Glitter
- 2001 – Zoolander
- 2002 – Ale jazda!
- 2005 – Reunion
- 2005 – Wszyscy nienawidzą Chrisa
- 2009 – Narzeczony mimo woli
- 2009 – Być jak Erica
- 2011 – Sobowtór diabła
- 2013 – Idealne matki
- 2016 – Zoolander 2
- 2017 – T2 Trainspotting
- 2018 – Czarne lustro: Bandersnatch
- 2020 – Sex Education